# ألبرت بيكر (ملحن)
ألبرت بيكر (بالألمانية: Albert Becker) هو موزع وملحن ألماني، ولد في 13 يونيو 1834 في كفيدلينبورغ في ألمانيا، وتوفي في 10 يناير 1899 في برلين في ألمانيا.

## وصلات خارجية
- ألبرت بيكر على موقع ميوزك برينز (الإنجليزية)
- ألبرت بيكر على موقع أول ميوزيك (الإنجليزية)
- ألبرت بيكر على موقع ديسكوغز (الإنجليزية)